# Antonio Fernández Santillana
Antonio Fernández Santillana (Aranjuez, Madrid, España 1866 - Costa Azul, Francia 6 de diciembre de 1909) fue un modisto y aviador español, considerado el primer aviador español.
Se trasladó en su juventud a París, donde ejerció su oficio de modisto, logrando alcanzar un reconocido prestigio profesional. Siempre aficionado al deporte y la mecánica, siguió con interés las noticias de los primeros vuelos de los Hermanos Wright.
Entabló amistad con otros aviadores de la época, lo que le llevó a iniciar la construcción de un aeroplano en 1908 conocido como el aeroplano Fernández. Participó con él en varios festivales aéreos, incluso despertando el interés de Armand Fallières a la sazón Presidente de la República Francesa.
En 6 de diciembre de 1909, falleció en un accidente de su aeroplano en la Costa Azul.

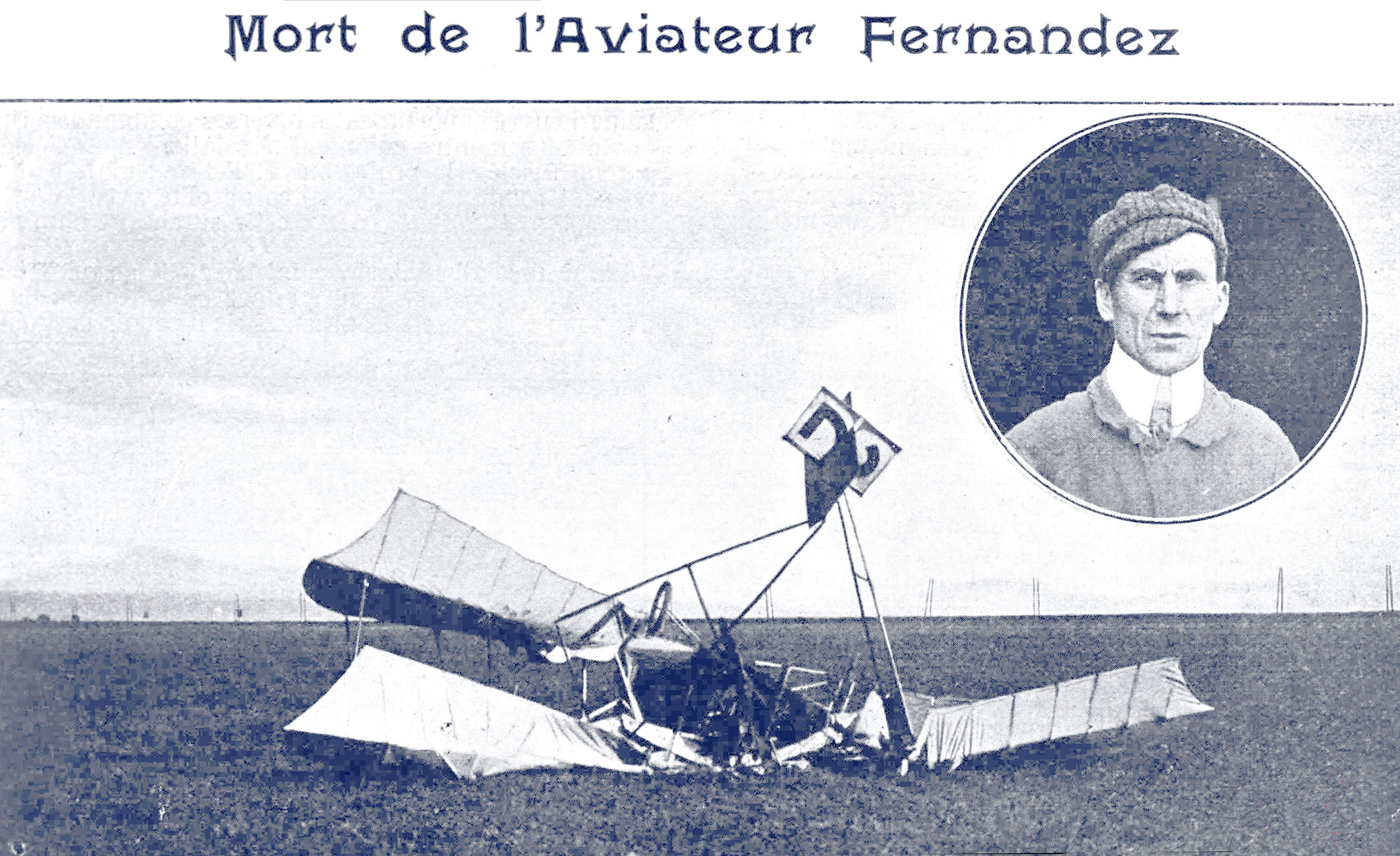
Accidente del aeroplano Fernández, que costó la vida de Fernández Santillana.

## El centenario de su muerte
Durante la semana del 6 de diciembre de 2009,para conmemorar la muerte del aviador, el ayuntamiento de Aranjuez organizó una conferencia, una exposición fotográfica y repartió octavillas con la biografía del aviador.
Además de la publicación de un libro monográfico sobre la historia de este hijo ilustre del Real Sitio y Villa de Aranjuez.
Autor José Luis Lindo Martínez, Cronista Oficial del Real Sitio y Villa de Aranjuez. Editado por el Servicio de Publicaciones del Ministerio de Defensa.